# Dasyscirtus hirsutus
Dasyscirtus hirsutus är en insektsart som först beskrevs av Morgan Hebard 1935.  Dasyscirtus hirsutus ingår i släktet Dasyscirtus och familjen gräshoppor. Inga underarter finns listade i Catalogue of Life.